# Marie-Adélaïde (grande-duchesse de Luxembourg)
Pour les articles homonymes, voir Marie-Adélaïde de Luxembourg (homonymie).
Marie-Adélaïde Thérèse Hilda Wilhelmine de Nassau, née le 14 juin 1894 au château de Colmar-Berg, au Luxembourg et morte le 24 janvier 1924 au château de Hohenburg en Bavière, est grande-duchesse régnante de Luxembourg de 1912 à 1919.
Elle est la première femme à régner sur le grand-duché.

## Biographie

### Famille
Elle est la fille aînée du grand-duc Guillaume IV de Luxembourg et de son épouse Marie-Anne de Bragance, de la maison royale de Portugal.
Elle est la première souveraine du Luxembourg à avoir vu le jour dans le pays depuis 1296.

### Héritière du Luxembourg
Le congrès de Vienne a attribué le grand-duché de Luxembourg au roi des Pays-Bas et à ses descendants mâles. Or à la fin du siècle, les trois fils du roi Guillaume III des Pays-Bas étaient décédés avant leur père. Il ne restait comme héritière qu'une fille née tardivement et appelée à ceindre la couronne néerlandaise mais ne pouvant prétendre régner sur le Luxembourg où la « loi salique » était en vigueur. Du fait d'un pacte de famille signé entre les différentes branches de la famille de Nassau déjà en 1783, la couronne luxembourgeoise passa à un cousin, le ci-devant duc de Nassau, de la branche aînée des Nassau (Nassau-Weilbourg), qui avait été l'allié de l'Autriche lors de la guerre austro-prussienne de 1866 (cf. : bataille de Sadowa) et avait alors été dépossédé de son duché par la Prusse victorieuse.
Celui-ci avait un fils qui n'engendre que des filles, six en tout. Le descendant mâle le plus proche est le comte de Merenberg, mais il est issu d'une branche morganatique et donc exclue de la loi successorale. La question successorale se pose d'autant plus urgemment, que le grand-duc Guillaume IV de Luxembourg, âgé de plus de cinquante ans, est d'une santé très fragile.
Le 10 juillet 1907, après modification de la loi par la Chambre des députés luxembourgeoise, il proclame Marie-Adélaïde, âgée de 13 ans, héritière du grand-duché, au détriment de son cousin Georges Nicolas de Merenberg, ceci afin d'éviter toute crise de succession au moment de sa mort. La jeune princesse succède à son père le 25 février 1912 à l'âge de 17 ans et 8 mois. N'étant pas encore majeure, sa mère, qui a déjà exercé la régence lors de la maladie de son époux, exerce encore la régence jusqu'aux dix-huit ans accomplis de la nouvelle souveraine.

### Règne
Sous son règne, le 10 août 1912, est votée la loi concernant l'organisation de l'enseignement primaire portée par le bloc des gauches qui a conduit à l'allongement et la laïcisation de l'enseignement primaire, malgré l'opposition de la droite cléricale. Très proche de sa mère, Marie-Adélaïde est elle-même réservée sur le sujet et met plus de six semaines avant de promulguer la loi. Cette hésitation lui sera longtemps reprochée par certains milieux et contribuera à sa chute au lendemain du premier conflit mondial.
Dès le 2 août 1914, le grand-duché, pays pourtant neutre depuis 1867, est envahi par les troupes allemandes qui l'occupent jusqu'à l'armistice du 11 novembre 1918. Peu après le départ des Allemands, des troupes américaines et françaises occupent à leur tour le pays.
L'attitude de Marie-Adélaïde pendant cette période est controversée. Au commencement de la guerre, la grande-duchesse est âgée d'à peine 20 ans et a peu d'expérience du monde politique. Elle est apparentée ou alliée aux dynasties catholiques les plus conservatrices. Elle est aussi une princesse allemande qui permet à ses sœurs cadettes de se fiancer à des princes germanophiles ou austrophiles : le Kronprinz de Bavière et le prince Félix de Parme, frère de l'impératrice d'Autriche Zita de Bourbon-Parme. 
À la fin de la Première Guerre mondiale, elle est accusée de sympathie avec l'Allemagne. L'opinion publique lui reproche une trop grande tendance à interférer directement dans les affaires politiques du pays, notamment après la mort du Premier ministre Paul Eyschen. Son opposition ouverte au gouvernement Mongenast en 1915 est également très critiquée.
Par ailleurs, son catholicisme affiché déplait au gouvernement français, dirigé alors par Clemenceau. Surtout, vu l'importance des chemins de fer luxembourgeois, prolongeant le réseau lorrain tout juste récupéré par la France, et, plus encore, de la puissante industrie sidérurgique luxembourgeoise, divers milieux français et belges s'activent en coulisses pour s'attacher d'une façon ou d'une autre le Luxembourg à l'issue de la conférence de la Paix. Elle est également critiquée par la France pour avoir permis les fiançailles de ses sœurs Charlotte avec le prince Félix de Bourbon-Parme, frère de l'impératrice Zita d'Autriche et officier dans l'armée autrichienne, et Antonia avec Rupprecht, prince royal de Bavière, commandant des troupes ayant victorieusement défendu la Lorraine allemande en 1914 mais ayant commis des crimes de guerre en Belgique occupée.
Elle est contrainte d'abdiquer sous la pression des autorités politiques du grand-duché le 9 janvier 1919.

### Abdication et décès

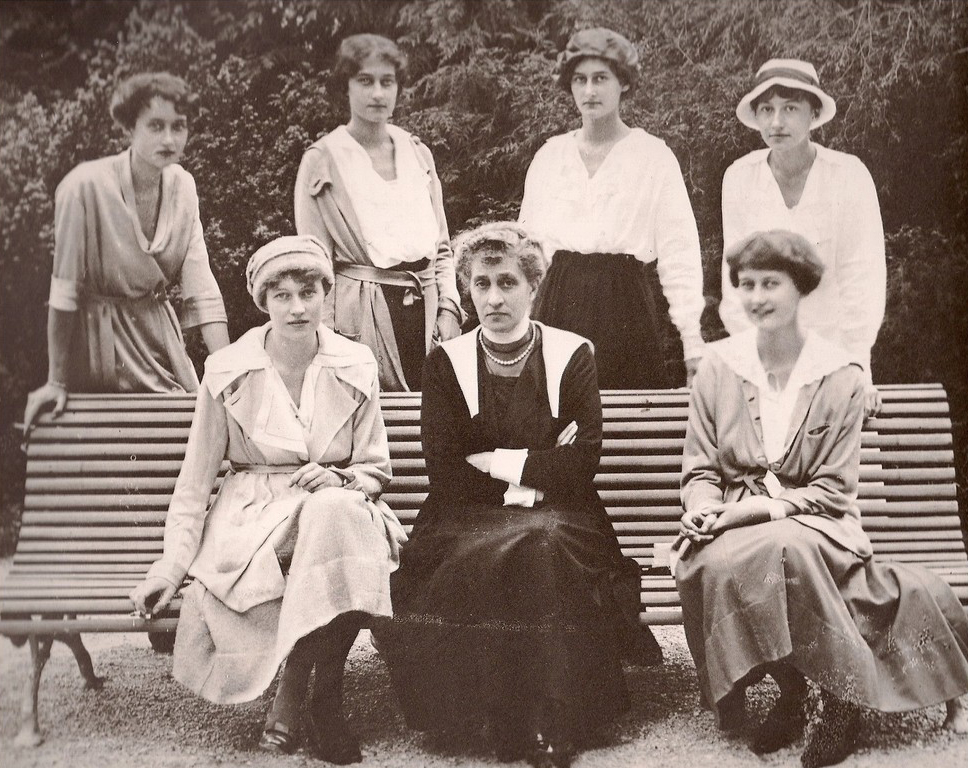
La grande-duchesse douairière Marie-Anne entourée de ses filles (1920) : assise à sa droite, Charlotte grande-duchesse régnante, à sa gauche, Marie-Adélaïde.

Après avoir consulté le Premier ministre, Émile Reuter, elle abdique le 9 janvier 1919 en faveur de sa sœur cadette, qui, le 15 janvier suivant, devient, par prestation de serment devant les corps constitués, la grande-duchesse Charlotte de Luxembourg. La grande-duchesse douairière Marie-Anne — dont le monde politique luxembourgeois redoute l'influence — est priée de se retirer en Bavière à Lenggries et de fixer sa résidence au château de Hohenburg que le grand-duc Adolphe avait acquis en 1870 et que la famille grand-ducale apprécie. Le 23 janvier, la nouvelle grande-duchesse fête ses 23 ans.
À 24 ans, Marie-Adélaïde se retire à Modène, en Italie, dans un couvent de carmélites, mais elle doit bientôt renoncer à sa vocation, sa santé se révélant trop fragile pour les austérités du cloître. Après une deuxième tentative, dans un couvent moins rigoureux, elle doit définitivement abandonner la vie religieuse et se retire en Bavière auprès de sa mère, dans leur résidence de Hohenburg où en 1922 sa sœur Élisabeth épouse le prince Louis-Philippe de Tour-et-Taxis. L'ex-souveraine commence des études de médecine à l'université de Munich mais, victime d'une forme de typhus, elle meurt en 1924, à l'âge de 29 ans. Quelques mois plus tard, la grande-duchesse Charlotte donne le jour à une fille qu'elle prénomme Marie-Adélaïde en hommage à sa sœur.

## Ascendance
Marie-Adélaïde de Luxembourg appartient à la huitième branche (branche cadette de Nassau-Weilburg), elle-même issue de la septième branche (branche aînée de Nassau-Weilburg) de la maison de Nassau. Cette lignée cadette de Nassau-Weilburg appartient à la tige valmérienne qui a donné des grands-ducs au Luxembourg.